# تیم ملی فوتبال زنان ویتنام
تیم ملی فوتبال زنان ویتنام (ویتنامی: Đội tuyển bóng đá nữ quốc gia Việt Nam) نماینده فوتبال زنان این کشور در رده ملی است و تحت نظارت فدراسیون فوتبال ویتنام قرار دارد.
وقتی آنها در اولین بازی خود،موفق به پیروزی حساس سه بر دو شدند،بسیاری از کارشناسان،آینده ای روشن را برای زنان فوتبال ویتنام ترسیم میکردند،که البته به وقوع پیوست.
در حال تیم ملی فوتبال زنان ویتنام،در بین 30تیم برتر فوتبال زنان در جهان قراردارد.